# Otitoma timorensis
Otitoma timorensis é uma espécie de gastrópode do gênero Otitoma, pertencente a família Pseudomelatomidae.